# ژکی
ژکی (به لهستانی:  Rzyki) یک روستا در لهستان است که در گمینا اندرخوو واقع شده‌است. ژکی ۳٬۰۵۲ نفر جمعیت دارد.